# Åke Olsson (ishockeyspelare)
Åke Olsson, född den 9 mars 1917 i Bromma, död 28 januari 1988 i Skutskär, var en svensk ishockeyspelare. Han startade i Tranebergs IF 1938 under två säsonger innan han värvades till IK Göta, där han spelade i åtta säsonger fram till 1950 innan han avslutade sin idrottskarriär i AIK under två säsonger. Han vann SM i ishockey 1948 tillsammans med IK Göta. 1949 spelade han en träningsmatch med Hammarby IF mot Brighton Tigers som förstärkning tillsammans med Gösta "Lill-Lulle" Johansson från Djurgårdens IF.   
Åke Olsson var uttagen i Sveriges herrlandslag i ishockey i två VM-turneringar i ishockey, 1947 och 1949. Totalt representerade han Sverige i 28 A-landskamper och 3 B-landskamper.

## Meriter
- VM-fyra 1949
- EM-silver 1949
- SM-guld 1948
- VM-silver 1947
- EM-silver 1947

1. ↑  ”Eurohockey.com spelar-ID”. https://www.eurohockey.com/player/28630-.html. Läst 25 april 2022.